# Пампільоза (парафія)
Пампільоза (порт. Pampilhosa; МФА: [pɐ̃.pi.ˈʎo.zɐ]) — парафія в Португалії, у муніципалітеті Меаляда. Розташована в західній частині країни, на теренах історичної португальської провінції Бейра. Входить до складу округу Авейру. За адміністративним поділом, чинним до 1976 року, терени парафії були складовою провінції Берегова Бейра. Належить до Авейрівської діоцезії Католицької церкви. Патрон — свята Марина. Площа — 13,6034 км². Населення — 4098 ос. (2011). Середньо урбанізований регіон. Густота населення — 301,25 осіб/км²
. Код — 011106.

## Населення
| Кількість мешканців | Кількість мешканців | Кількість мешканців | Кількість мешканців | Кількість мешканців | Кількість мешканців | Кількість мешканців | Кількість мешканців | Кількість мешканців | Кількість мешканців | Кількість мешканців | Кількість мешканців | Кількість мешканців | Кількість мешканців | Кількість мешканців |
| ------------------- | ------------------- | ------------------- | ------------------- | ------------------- | ------------------- | ------------------- | ------------------- | ------------------- | ------------------- | ------------------- | ------------------- | ------------------- | ------------------- | ------------------- |
| 1864                | 1878                | 1890                | 1900                | 1911                | 1920                | 1930                | 1940                | 1950                | 1960                | 1970                | 1981                | 1991                | 2001                | 2011                |
| 572                 | 648                 | 1.023               | 1.064               | 1.576               | 1.719               | 2.326               | 2.837               | 3.241               | 2.966               | 2.936               | 3.798               | 3.516               | 4.218               | 4.098               |